# Scaphiophryne gottlebei
Scaphiophryne gottlebei és una espècie d'amfibi anur, és a dir granota, que viu a Madagascar. Segons la Societat Zoològica de Londres, és un dels amfibis «més estranys i notables» del planeta.

## Aspecte i característiques
S.gottlebei, té una forma rodona i está coberta per una pell blanca, taronja, verda i negra. Aquesta granota té les cames adaptades per a enfilar-se, nadar i escalar. Les femelles arriben a fer uns 35 mm, mentre que els mascles no superen els 30 mm.